# Expiació (pel·lícula)
Expiació (títol original en anglès: Atonement) és una pel·lícula britànica estrenada el 2007 i dirigida per Joe Wright, amb guió de Christopher Hampton segons una adaptació de la novel·la homònima d'Ian McEwan. Es va rodar durant l'estiu del 2006 a la Gran Bretanya i a França, i va ser protagonitzada per James McAvoy i Keira Knightley. Guanyadora de dos Globus d'Or (millor pel·lícula i banda sonora), nominada al BAFTA i amb 7 nominacions a l'Oscar (millor pel·lícula, guió adaptat, actriu secundària (Saoirse Ronan), fotografia, banda sonora, direcció artística i vestuari). Els productors i el director d'Orgull i prejudici tornen a unir-se per a aquest drama, basat en el llibre del 2002 amb el mateix títol. Va ser doblada al català.

## Argument
L'estiu del 1935, en una mansió victoriana d'Anglaterra, la família Tallis es reuneix per passar un cap de setmana d'estiu. Briony Tallis (Saoirse Ronan), la filla més petita de la família, considerada una escriptora precoç per la seva fèrtil imaginació, canviarà irremeiablement el curs de les seves vides. Per un seguit de malentesos, acusarà Robbie (James McAvoy), fill d'una serventa i amant de la seva germana més gran (Keira Knightley), d'un crim que no ha comès. La relació clandestina dels dos joves quedarà desfeta a causa d'aquest incident.

## Repartiment
- James McAvoy: Robbie Turner
- Keira Knightley: Cecilia Tallis
- Saoirse Ronan: Briony Tallis (13 anys)
- Romola Garai: Briony Tallis (18 anys)
- Vanessa Redgrave: Briony Tallis (77 anys)
- Harriet Walter: Emily Tallis
- Patrick Kennedy: Leon Tallis
- Brenda Blethyn: Grace Turner
- Juno Temple: Lola Quincey
- Benedict Cumberbatch: Paul Marshall
- Daniel Mays: Tommy Nettle
- Nonso Anozie: Frank Mace
- Jérémie Renier: Luc Cornet
- Alfie Allen: Danny Hardman